# Shimokitayama
Shimokitayama (jap. 下北山村 Shimokitayama-mura) – wieś w Japonii, na wyspie Honsiu, w prefekturze Nara. Według danych na rok 2020 miejscowość zamieszkiwało 753 mieszkańców , a gęstość zaludnienia wyniosła 5,6 os./km².